# Wspólnota administracyjna Pegau
Wspólnota administracyjna Pegau (niem. Verwaltungsgemeinschaft Pegau) – wspólnota administracyjna w Niemczech, w kraju związkowym Saksonia, w okręgu administracyjnym Lipsk, w powiecie Lipsk. Siedziba wspólnoty znajduje się w mieście Pegau.
Wspólnota administracyjna zrzesza jedną gminę miejską oraz jedną gminę wiejską: 
- Elstertrebnitz
- Pegau

Do 31 grudnia 2011 do wspólnoty należała gmina Kitzen, która dzień później została włączona do miasta Pegau.